# Bourbo
Bourbo est une localité située dans le département de Oula de la province du Yatenga dans la région Nord au Burkina Faso.

## Géographie
Bourbo se trouve à 8 km au sud-ouest de Oula, le chef-lieu du département, et à environ 15 km au sud du centre de Ouahigouya. Le village est à 2 km à l'ouest de la route nationale 2 reliant le centre au nord du pays.

## Économie
L'agriculture est l'activité principale du village, permise notamment par l'irrigation des champs avec les eaux du petit lac de barrage proche de Bourbo.

## Santé et éducation
Le centre de soins le plus proche de Bourbo est le centre de santé et de promotion sociale (CSPS) de Oula tandis que le centre hospitalier régional (CHR) se trouve à Ouahigouya.
Bourbo possède une école primaire publique.